# Kala Patthar
Kala Patthar ('roca negra' en nepalí e hindi) es una montaña en el Himalaya de Nepal, localizada muy próxima a la frontera con China. Constituye una cima marginal del Pumori, que aparece como un gran formación marrón en su impresionante cara sur, junto al glaciar de Khumbu. Muchos de los senderistas que alcanzan el campo base del monte Everest intentan alcanzar su cima. Las vistas desde el Kala Patthar del Everest, Lhotse y Nuptse son impresionantes en un día claro.

## Ascenso

Vista desde la cima del Kala Patthar, de izquierda a derecha Khumbutse, Changtse, Lho La, Arista oeste del Everest, Cima del Everest, Nuptse)

La ascensión del Kala Patthar comienza en Gorakshep (5164 m), el campo base original del monte Everest. Tras cruzar el lecho de un viejo lago (que ahora tiene un pequeño lago y una pista de aterrizaje de helicópteros), la ascensión comienza con una serie de pendientes hasta alcanzar la parte este de la montaña. El camino se vuelve otra vez empinado hasta alcanzar la arista que lleva a la cima. Desde allí, en cinco o diez minutos de escalada por grandes piedras, se alcanza la cima en la que se encuentran banderas de oración. La subida en total suele llevar de hora y media a dos horas. Desde Lobuche se requieren entre dos y tres horas más.

Kala Patthar
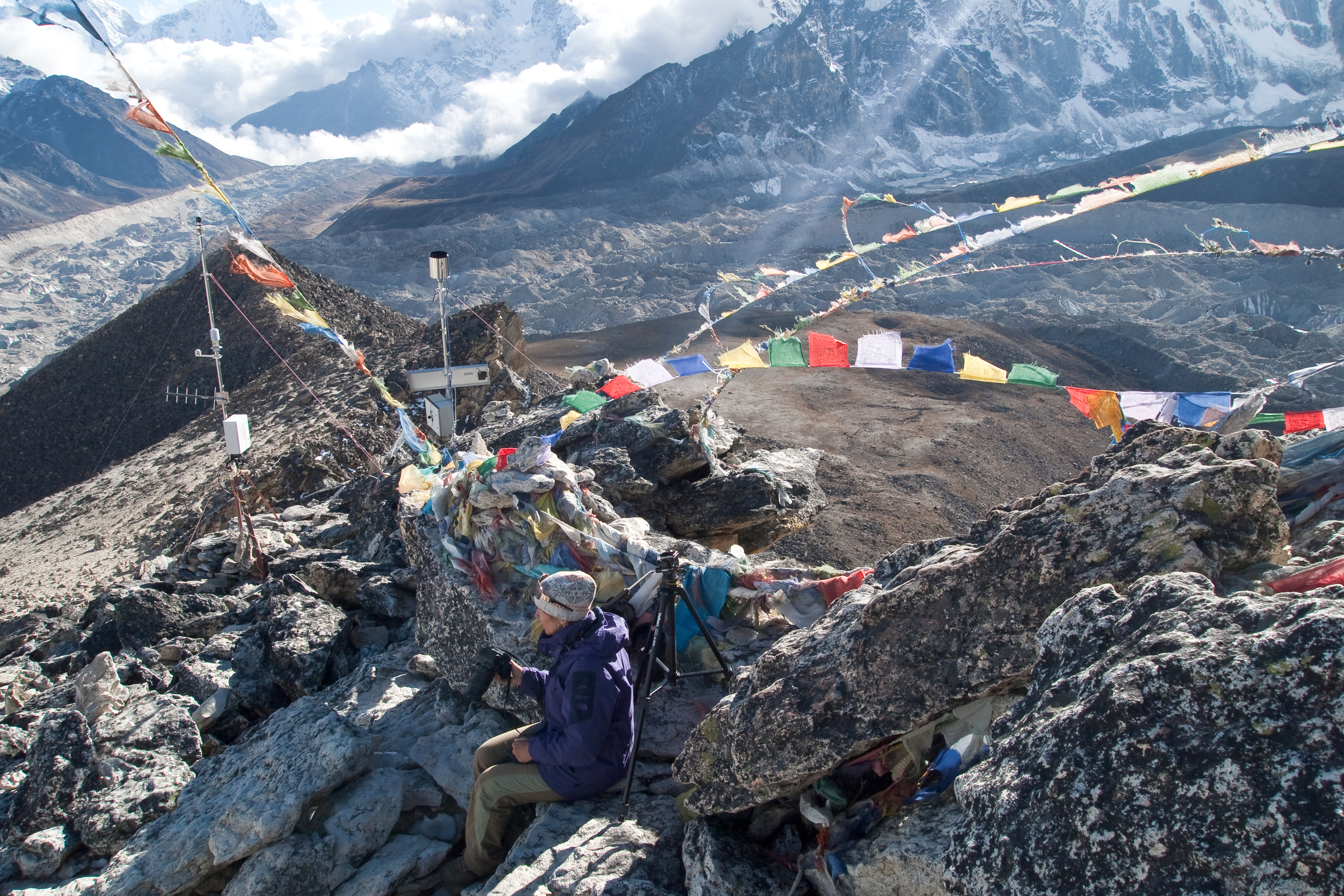
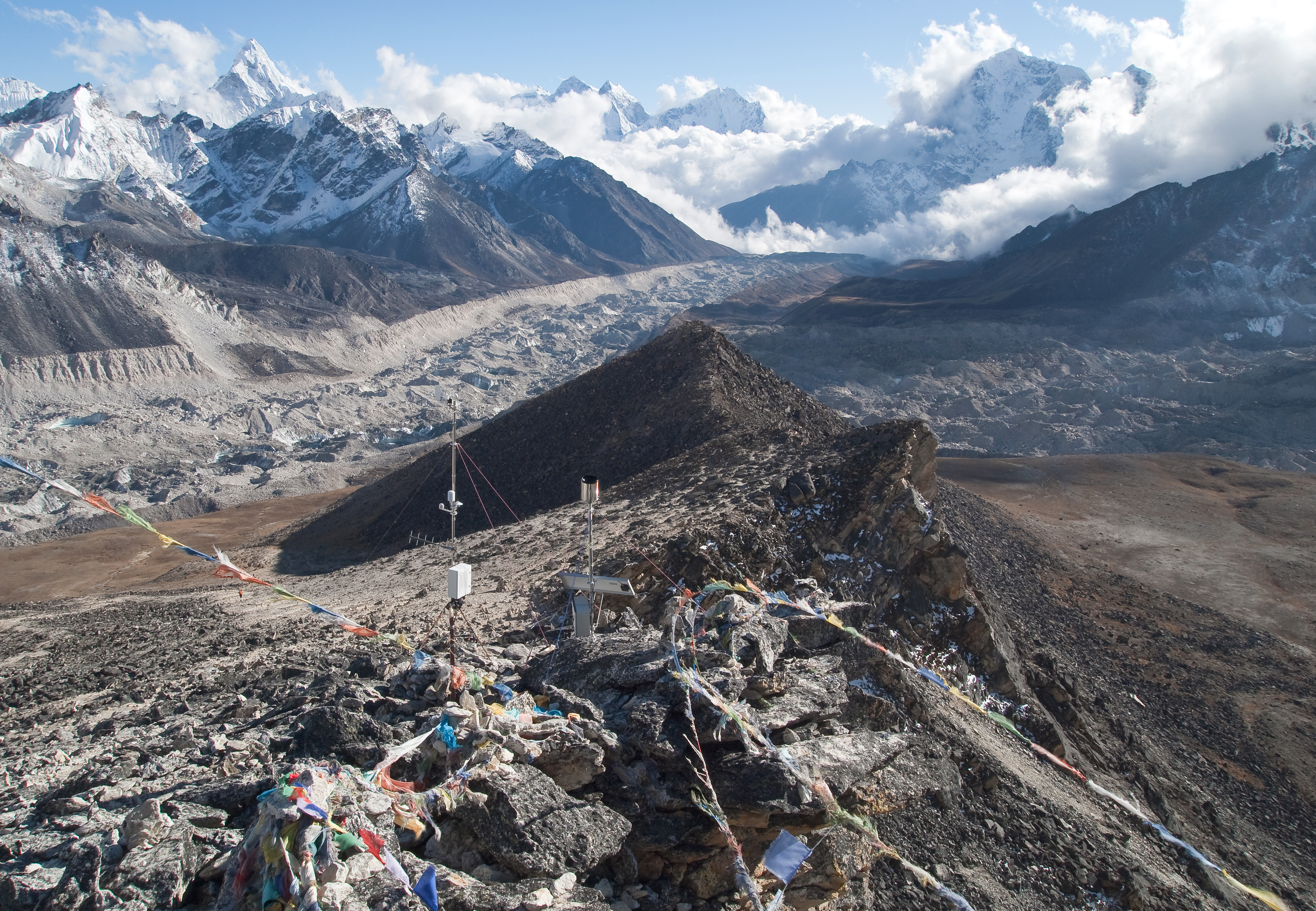
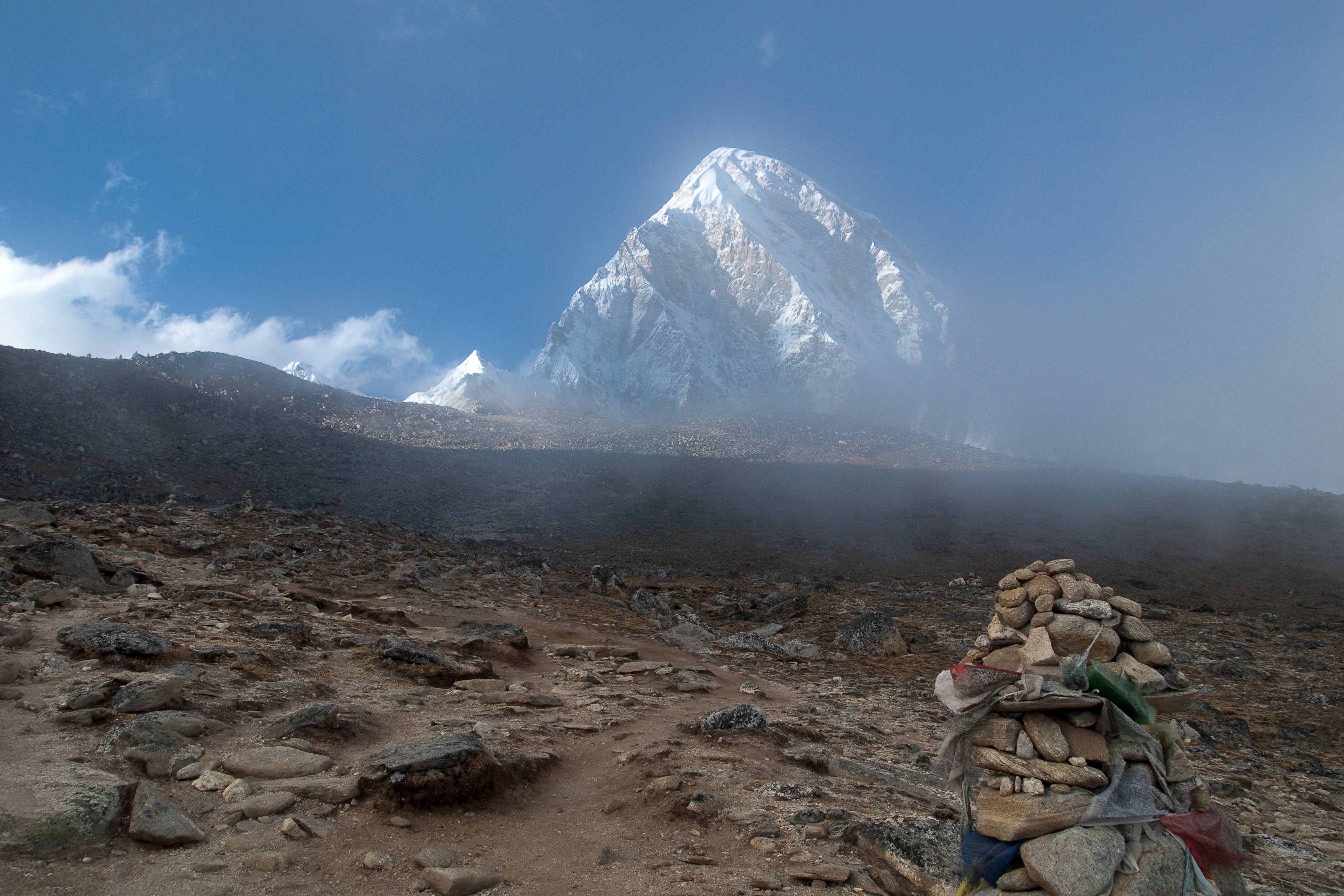

- Datos: Q1511454
- Multimedia: Kala Patthar / Q1511454